# Thomas Meehan
Pour les articles homonymes, voir Meehan.
Thomas Meehan est un scénariste et acteur américain né à Ossining dans l'État de New York le 14 août 1929 et mort à New York le 21 août 2017.

## Biographie
Thomas Edward Meehan, né en 1929 près de New York, est un scénariste et acteur principalement connu pour son interprétation dans Les Producteurs en 2005, mais surtout pour les scénarios de Annie et Hairspray.  
Issu de la classe moyenne, il grandit dans les alentours de New-York et perd son père à l’âge de 13 ans. À seulement 14 ans, il écrit et joue dans sa propre comédie musicale. À 24 ans, il débarque à « New-York city »  afin de devenir un nouvelliste sérieux et finit par intégrer le magazine The New Yorker dans la section « Talk of Town ».  Il travailla 10 ans dans cette même section avant d’être catapulté vers la section humour grâce à l’un de ses articles. Il travailla ensuite dans l’écriture de show télévisés humoristiques à partir de 1967.
En 1972, un ami producteur, Martin Charnin, lui suggéra d’écrire un livret de comédie musicale à propos d’une petite orpheline nommée Annie. Trouvant d’abord l’idée extrêmement mauvaise, il changea rapidement d’avis en l’écrivant. Cette comédie musicale est aujourd'hui titulaire de sept Tony Awards et forte de 2 377 représentations. Elle fut adaptée au cinéma en 1978 avec des budgets colossaux et records à l’époque.
Thomas Meehan poursuivit cette voie et travailla de nombreuses fois avec Mel Brooks entre autres en 1987 sur « La folle histoire de l'espace », en 2000 sur l'adaptation de The Producers à Broadway et en 2007 sur l’adaptation de « Frankenstein Jr ».  
Dernièrement, il a écrit le livret de la comédie musicale adaptée du film Rocky en 2012.  

## Filmographie

### Comme scénariste

#### Cinéma
- 1982 : Annie
- 1983 : To Be or Not to Be
- 1985 : One Magic Christmas
- 1987 : La Folle Histoire de l'espace (Spaceballs)
- 1992 : A Child's Garden of Verses
- 2007 : Hairspray

#### Télévision
- 1995 : Les Nouvelles Aventures d'Annie (Annie: A Royal Adventure!) (TV)
- 1999 : Annie (TV)
- 1999 : 53e cérémonie des Tony Awards (TV)
- 2000 : 54e cérémonie des Tony Awards (TV)

### Comme acteur
- 2005 : The Producers : Defense Attorney